# Поповка (Александрийский район)
Попо́вка (укр. Попівка) — село в Онуфриевской поселковой общине Александрийского района Кировоградской области Украины
До 2020 года входило в Онуфриевский район
Население по переписи 2001 года составляло 746 человек. Телефонный код — 5238. Код КОАТУУ — 3524686201.

## Уроженцы села
- Крюкова, Нила Валерьевна (1943—2018) — советская и украинская актриса театра и кино, Герой Украины, народная артистка Украины.